# Amelini
Amelini — триба богомолів родини Amelidae. Переважно дрібні та середнього розміру богомоли, крила часто вкорочені, іноді відсутні взагалі. Об'єднує 3 роди богомолів, поширених у середземноморському регіоні та на Близькому Сході. У 2019 році була запропонована нова система класифікації богомолів, у якій до складу триби належать лише 3 роди:
- Ameles Burmeister, 1838
- Apteromantis Werner, 1931
- Pseudoyersinia Kirby, 1904

## Історія
До 2019 року до триби відносили понад 25 родів та понад 150 видів.
Роди:
- Amantis Giglio-Tos, 1915
- Ameles Burmeister, 1838
- Apterameles Beier, 1950
- Apteromantis Werner, 1931
- Armeniola Giglio-Tos, 1915
- Bimantis Giglio-Tos, 1915
- Bolbella Giglio-Tos, 1915
- Compsomantis Saussure, 1872
- Congomantis Werner, 1929
- Dimantis Giglio-Tos, 1915
- Dystactula Giglio-Tos, 1927
- Elaea Stal, 1877
- Elmantis Giglio-Tos, 1915
- Gimantis Giglio-Tos, 1915
- Gonypeta Saussure, 1869
- Gonypetella Giglio-Tos, 1915
- Gonypetoides Beier, 1942
- Gonypetyllis Wood-Mason, 1891
- Haldwania Beier, 1930
- Holaptilon Beier, 1964
- Litaneutria Saussure, 1892
- Memantis Giglio-Tos, 1915
- Myrcinus Stal, 1877
- Pseudoyersinia Kirby, 1904
- Telomantis Giglio-Tos, 1915
- Yersinia Saussure, 1869
- Yersiniops Hebard, 1931